# سیارک ۶۶۴۱
سیارک ۶۶۴۱ (به انگلیسی: 6641 Bobross، نامگذاری:1990OK2) شش هزار و ششصد و چهل و یکمین سیارک کشف شده‌است که در ۲۹ ژوئیه ۱۹۹۰ کشف شد.
قدر مطلق سیارک برابر ۱۳٫۲۰ است.